# Orgaz
Orgaz – gmina w Hiszpanii, w prowincji Toledo, w Kastylii-La Mancha, o powierzchni 154,48 km². W 2011 roku gmina liczyła 2804 mieszkańców.